# Campeonato Mundial de Atletismo Sub-20 de 2022 - 800 m feminino
A prova dos 800 metros feminino do Campeonato Mundial de Atletismo Sub-20 de 2022 ocorreu ente os dias 1 a 3 de agosto de 2022 no Estádio Olímpico Pascual Guerrero, em Cali, na Colômbia.

## Recordes
Antes desta competição, os recordes mundiais e do campeonato nesta prova eram os seguintes:
|       | Nome               | Nacionalidade  | Tempo   | Local   | Data                 |
| ----- | ------------------ | -------------- | ------- | ------- | -------------------- |
| WU20R | Pamela Jelimo      | Quênia         | 1:54.01 | Zurique | 29 de agosto de 2008 |
| CR    | Diribe Welteji     | Etiópia        | 1:59.74 | Tampere | 12 de julho de 2018  |
| WU20L | Juliette Whittaker | Estados Unidos | 1:59.04 | Eugene  | 25 de junho de 2022  |

Os seguintes recordes mundiais ou do campeonato foram estabelecidos durante esta competição: 
| Data        | Evento | Nome          | Nacionalidade  | Tempo   | Notas                 |
| ----------- | ------ | ------------- | -------------- | ------- | --------------------- |
| 3 de agosto | Final  | Roisin Willis | Estados Unidos | 1:59.13 | Recorde do campeonato |

## Medalhistas
| Ouro                | Prata              | Bronze                   |
| Roisin Willis (USA) | Audrey Werro (SUI) | Juliette Whittaker (USA) |

## Cronograma
Todos os horários são locais (UTC-5).
| Data        | Hora  | Evento    |
| ----------- | ----- | --------- |
| 1 de agosto | 08:00 | Bateria   |
| 2 de agosto | 13:10 | Semifinal |
| 3 de agosto | 17:10 | Final     |

## Resultados

### Bateria
Qualificação: Os 4 primeiros de cada bateria (Q) e os 4 tempos mais rápidos (q).
| Posição | Bateria | Atleta                 | Nacionalidade    | Tempo   | Notas           |
| ------- | ------- | ---------------------- | ---------------- | ------- | --------------- |
| 1       | 3       | Juliette Whittaker     | Estados Unidos   | 2:04.92 | Q               |
| 2       | 3       | Dilek Koçak            | Turquia          | 2:05.37 | Q               |
| 3       | 3       | Hayley Kitching        | Austrália        | 2:05.48 | Q               |
| 4       | 3       | Invida Mauriņa         | Letónia          | 2:05.65 | Q,              |
| 5       | 2       | Ksanet Alem            | Etiópia          | 2:05.77 | Q               |
| 6       | 1       | Nelly Chepchirchir     | Quênia           | 2:06.66 | Q               |
| 7       | 1       | Veronika Sadek         | Eslovênia        | 2:07.10 | Q               |
| 8       | 3       | Anne Gine Løvnes       | Noruega          | 2:07.24 | q               |
| 9       | 2       | Abigail Ives           | Reino Unido      | 2:07.35 | Q               |
| 10      | 1       | Veera Mattila          | Finlândia        | 2:07.36 | Q               |
| 11      | 2       | Evaline Kipkirwok      | Quênia           | 2:07.69 | Q               |
| 12      | 1       | Celine van Heerikhuize | Países Baixos    | 2:07.78 | Q               |
| 13      | 2       | Valentina Rosamilia    | Suíça            | 2:07.94 | Q               |
| 14      | 5       | Claudia Hollingsworth  | Austrália        | 2:08.21 | Q               |
| 15      | 1       | Lamiae Mamouni         | Marrocos         | 2:08.27 | q               |
| 16      | 2       | Martina Canazza        | Itália           | 2:08.69 | q               |
| 17      | 1       | Ashakiran Barla        | Índia            | 2:09.01 | q               |
| 18      | 1       | Hallee Knelsen         | Canadá           | 2:09.09 |                 |
| 19      | 5       | Audrey Werro           | Suíça            | 2:09.49 | Q               |
| 20      | 4       | Wezam Tesfay           | Etiópia          | 2:09.67 | Q               |
| 21      | 4       | Roisin Willis          | Estados Unidos   | 2:09.68 | Q               |
| 22      | 5       | Lova Perman            | Suécia           | 2:09.92 | Q               |
| 23      | 5       | Ronja Koskela          | Finlândia        | 2:10.05 | Q               |
| 24      | 4       | Macey Hilton           | Nova Zelândia    | 2:10.29 | Q               |
| 25      | 5       | Cosina Ermert          | Alemanha         | 2:10.36 |                 |
| 26      | 4       | Petja Klojčnik         | Eslovênia        | 2:10.40 | Q               |
| 27      | 4       | Iris Downes            | Reino Unido      | 2:10.56 |                 |
| 28      | 4       | Avery Pearson          | Canadá           | 2:10.94 |                 |
| 29      | 3       | Anita Poma             | Peru             | 2:11.14 |                 |
| 30      | 5       | Marli Dimond           | África do Sul    | 2:11.60 |                 |
| 31      | 2       | Maureen Chebet         | Uganda           | 2:12.25 |                 |
| 32      | 4       | Laita Sandilea         | Índia            | 2:12.38 |                 |
| 33      | 2       | Ainuska Kalil Kyzy     | Quirguistão      | 2:12.42 | Recorde pessoal |
| 34      | 3       | Izandri Jacobs         | África do Sul    | 2:12.83 |                 |
| 35      | 2       | Karol Mosquera         | Colômbia         | 2:14.19 | Recorde pessoal |
| 36      | 5       | Rushana Dwyer          | Jamaica          | 2:14.23 |                 |
| 37      | 1       | Scholastica Herman     | Papua-Nova Guiné | 2:15.89 | Recorde pessoal |
| 38      | 5       | Yaxury Guido           | Nicarágua        | 2:21.14 |                 |

### Semifinal
Qualificação: Os 2 primeiros de cada bateria (Q) e os 2 tempos mais rápidos (q).
| Posição | Bateria | Atleta                 | Nacionalidade  | Tempo   | Notas           |
| ------- | ------- | ---------------------- | -------------- | ------- | --------------- |
| 1       | 1       | Audrey Werro           | Suíça          | 2:01.25 | Q               |
| 2       | 1       | Veronika Sadek         | Eslovênia      | 2:01.65 | Q               |
| 3       | 2       | Abigail Ives           | Reino Unido    | 2:01.92 | Q               |
| 4       | 2       | Juliette Whittaker     | Estados Unidos | 2:01.92 | Q               |
| 5       | 2       | Nelly Chepchirchir     | Quênia         | 2:02.03 | q               |
| 6       | 1       | Hayley Kitching        | Austrália      | 2:02.12 | q,              |
| 7       | 3       | Roisin Willis          | Estados Unidos | 2:02.49 | Q               |
| 8       | 3       | Ksanet Alem            | Etiópia        | 2:03.44 | Q               |
| 9       | 2       | Dilek Koçak            | Turquia        | 2:04.06 | Recorde pessoal |
| 10      | 3       | Valentina Rosamilia    | Suíça          | 2:04.64 |                 |
| 11      | 2       | Lova Perman            | Suécia         | 2:04.92 |                 |
| 12      | 3       | Petja Klojčnik         | Eslovênia      | 2:06.42 |                 |
| 13      | 1       | Lamiae Mamouni         | Marrocos       | 2:06.62 |                 |
| 14      | 2       | Anne Gine Løvnes       | Noruega        | 2:06.78 |                 |
| 15      | 3       | Ashakiran Barla        | Índia          | 2:06.86 |                 |
| 16      | 3       | Ronja Koskela          | Finlândia      | 2:07.21 |                 |
| 17      | 3       | Evaline Kipkirwok      | Quênia         | 2:07.40 |                 |
| 18      | 1       | Wezam Tesfay           | Etiópia        | 2:07.62 |                 |
| 19      | 2       | Invida Mauriņa         | Letónia        | 2:09.12 |                 |
| 20      | 1       | Martina Canazza        | Itália         | 2:11.01 |                 |
| 21      | 1       | Celine van Heerikhuize | Países Baixos  | 2:11.89 |                 |
| 22      | 2       | Macey Hilton           | Nova Zelândia  | 2:12.29 |                 |
| 23      | 1       | Veera Mattila          | Finlândia      | DNF     | DNF             |
| 24      | 3       | Claudia Hollingsworth  | Austrália      | DSQ     | DSQ             |

### Final
A prova final foi realizada no dia 3 de agosto às 17:10. 
| Posição           | Atleta             | Nacionalidade  | Tempo   | Notas                 |
| ----------------- | ------------------ | -------------- | ------- | --------------------- |
| Medalha de ouro   | Roisin Willis      | Estados Unidos | 1:59.13 | Recorde do campeonato |
| Medalha de prata  | Audrey Werro       | Suíça          | 1:59.53 | NU20R                 |
| Medalha de bronze | Juliette Whittaker | Estados Unidos | 2:00.18 |                       |
| 4                 | Nelly Chepchirchir | Quênia         | 2:01.42 | Recorde pessoal       |
| 5                 | Veronika Sadek     | Eslovênia      | 2:02.78 |                       |
| 6                 | Abigail Ives       | Reino Unido    | 2:02.89 |                       |
| 7                 | Hayley Kitching    | Austrália      | 2:03.44 |                       |
| 8                 | Ksanet Alem        | Etiópia        | 2:03.62 |                       |

Legenda
| Recorde mundial       | Recorde mundial (World record)               |                       | Recorde africano                      | Recorde africano (African) |                                           | Q | Classificado por posição (Qualified) |
| Recorde do campeonato | Recorde do campeonato (Championship record)  | Recorde da América    | Recorde da América (Americas)         | q                          | Classificado por melhor tempo (Qualified) |   |                                      |
| Melhor marca do ano   | Melhor marca do ano (World leading)          | Recorde asiático      | Recorde asiático (Asian)              | DNS                        | Não largou (Did not start)                |   |                                      |
| Recorde nacional      | Recorde nacional (National record)           | Recorde europeu       | Recorde europeu (European)            | DNF                        | Não terminou (Did not finish)             |   |                                      |
| Recorde pessoal       | Recorde pessoal do atleta (Personal best)    | Recorde da Oceania    | Recorde da Oceania (Oceania)          | DSQ / DQ                   | Desclassificado (Disqualified)            |   |                                      |
| Recorde da temporada  | Recorde da temporada do atleta (Season best) | Recorde sul-americano | Recorde sul-americano (South America) | NM                         | Sem marca (No mark)                       |   |                                      |